# Table d'expressions de 2 du papyrus Rhind
 (novembre 2023).
Le contenu est difficilement compréhensible vu les erreurs de traduction, qui sont peut-être dues à l'utilisation d'un logiciel de traduction automatique.
 (janvier 2025).
La table d'expressions de 2 du papyrus Rhind est une table mathématique qui présente les expressions de 2 (sous la forme 2/n) à partir de tous les nombres impairs compris entre 3 et 101 sous forme de fraction égyptienne (somme de fractions unitaires distinctes). Cette table présente plus du tiers du papyrus et le texte décrit la représentation de 50 nombres rationnels. Il a été écrit pendant la Deuxième Période Intermédiaire de l’Égypte (environ 1650-1550 BCE) par le scribe Ahmès.

## Table
Le tableau suivant donne les expressions répertoriées dans le papyrus. Cette partie du papyrus mathématique Rhind est répartie sur neuf feuilles de papyrus. 
| 2/3 = 1/2 + 1/6     | 2/5 = 1/3 + 1/15                      | 2/7 = 1/4 + 1/28                    |
| 2/9 = 1/6 + 1/18    | 2/11 = 1/6 + 1/66                     | 2/13 = 1/8 + 1/52 + 1/104           |
| 2/15 = 1/10 + 1/30  | 2/17 = 1/12 + 1/51 + 1/68             | 2/19 = 1/12 + 1/76 + 1/114          |
| 2/21 = 1/14 + 1/42  | 2/23 = 1/12 + 1/276                   | 2/25 = 1/15 + 1/75                  |
| 2/27 = 1/18 + 1/54  | 2/29 = 1/24 + 1/58 + 1/174 + 1/232    | 2/31 = 1/20 + 1/124 + 1/155         |
| 2/33 = 1/22 + 1/66  | 2/35 = 1/30 + 1/42                    | 2/37 = 1/24 + 1/111 + 1/296         |
| 2/39 = 1/26 + 1/78  | 2/41 = 1/24 + 1/246 + 1/328           | 2/43 = 1/42 + 1/86 + 1/129 + 1/301  |
| 2/45 = 1/30 + 1/90  | 2/47 = 1/30 + 1/141 + 1/470           | 2/49 = 1/28 + 1/196                 |
| 2/51 = 1/34 + 1/102 | 2/53 = 1/30 + 1/318 + 1/795           | 2/55 = 1/30 + 1/330                 |
| 2/57 = 1/38 + 1/114 | 2/59 = 1/36 + 1/236 + 1/531           | 2/61 = 1/40 + 1/244 + 1/488 + 1/610 |
| 2/63 = 1/42 + 1/126 | 2/65 = 1/39 + 1/195                   | 2/67 = 1/40 + 1/335 + 1/536         |
| 2/69 = 1/46 + 1/138 | 2/71 = 1/40 + 1/568 + 1/710           | 2/73 = 1/60 + 1/219 + 1/292 + 1/365 |
| 2/75 = 1/50 + 1/150 | 2/77 = 1/44 + 1/308                   | 2/79 = 1/60 + 1/237 + 1/316 + 1/790 |
| 2/81 = 1/54 + 1/162 | 2/83 = 1/60 + 1/332 + 1/415 + 1/498   | 2/85 = 1/51 + 1/255                 |
| 2/87 = 1/58 + 1/174 | 2/89 = 1/60 + 1/356 + 1/534 + 1/890   | 2/91 = 1/70 + 1/130                 |
| 2/93 = 1/62 + 1/186 | 2/95 = 1/60 + 1/380 + 1/570           | 2/97 = 1/56 + 1/679 + 1/776         |
| 2/99 = 1/66 + 1/198 | 2/101 = 1/101 + 1/202 + 1/303 + 1/606 |                                     |

## Explications
Chaque nombre rationnel  en tant que somme de fractions unitaires a des développements infiniment différents, et depuis la découverte du papyrus mathématique de Rhind, les mathématiciens se demandent comment les anciens Égyptiens ont pu calculer les développements particuliers présentés dans ce tableau.
La proposition de Gillings comprend cinq techniques différentes. Le problème 61 du papyrus Rhind contient la formule suivante :
{\displaystyle {\frac {2}{3n}}={\frac {1}{2n}}+{\frac {1}{6n}}}, qui peut être énoncé de manière équivalente comme {\displaystyle {\frac {2}{n}}={\frac {1}{2}}{\frac {1}{n}}+{\frac {3}{2}}{\frac {1}{n}}} (n divisible par 3 dans cette dernière équation).
D'autres formules possibles sont :
{\displaystyle \,{\frac {2}{n}}\;=\;{\frac {1}{3}}{\frac {1}{n}}+{\frac {5}{3}}{\frac {1}{n}}} (n divisible par 5)
{\displaystyle \!{\frac {2}{mn}}\!={\frac {1}{m}}\!{\frac {1}{k}}+{\frac {1}{n}}{\frac {1}{k}}} (où k est la moyenne de m et n)
{\displaystyle \,{\frac {2}{n}}\;=\,{\frac {1}{n}}+{\frac {1}{2n}}+{\frac {1}{3n}}+{\frac {1}{6n}}}. Cette formule donne la décomposition pour n= 101 dans le tableau.
Il a été suggéré qu'Ahmès a converti 2/p (où p est un nombre premier) par deux méthodes et trois méthodes pour convertir les dénominateurs composites 2/pq. D'autres ont suggéré qu'Ahmès n'utilisait qu'une seule méthode utilisant des facteurs multiplicatifs similaires aux plus petits communs multiples.

## Comparaison avec d'autres textes de tableaux
Un papyrus égyptien plus ancien contient un tableau similaire des fractions égyptiennes, les papyrus mathématiques de Lahun, écrits vers 1850 BCE, a peu près à la même période que le papyrus Rhind. Les fractions 2/n de Kahun sont identiques aux décompositions de fractions données dans les tables du papyrus Rhind. 
Le rouleau de cuir des mathématiques égyptiennes (EMLR), vers 1900 av. J.-C., répertorie les décompositions de fractions de la forme 1/n en d'autres fractions unitaires. Le tableau se compose de 26 séries de fractions unitaires de la forme 1/n écrites sous forme de sommes d'autres nombres rationnels. 
Sur les tablettes en bois d'Ahmim, les fractions de la forme 1/n sont écrites comme la somme des nombres rationnels hekat, 1/3, 1/7, 1/10, 1/11 et 1/13. Dans ce document les fractions sont écrites sous forme d'œil oudjat de la forme 1/2k et avec le reste exprimé en unité appelée ro. Les résultats ont été vérifiées en multipliant le diviseur initial par la solution proposée et en vérifiant que la réponse résultante est 1/2 + 1/4 + 1/8 + 1/16 + 1/32 + 1/64 + 5 ro, ce qui équivaut à 1. 